# Эттырынтына, Майя Ивановна
Майя Ивановна Эттырынтына (21 декабря 1940, Нешкан, Хабаровский край — 19 января 2002, Москва) — российский политический деятель. Член Совета Федерации Федерального Собрания Российской Федерации от Чукотского автономного округа (1994—1996).

## Биография
Майя Эттырынтына родилась 21 декабря 1940 года в стойбище Тойгунен Чукотского района (в 1950-х годах оно было объединено с другими ближайшими стойбищами в национальное чукотское село Нешкан), в семье оленевода.
В 1964 году окончила Хабаровский государственный медицинский институт, после чего работала в Чукотской центральной окружной больнице в Анадыре. Затем, в 1974—1980 годах, была главным врачом Чукотского района. В 1980—1985 годах заведовала кабинетом медицинской статистики в окружной больнице. С 1985 года работала главным врачом Чукотского окружного противотуберкулёзного диспансера.

### Начало политической деятельности
В марте 1990 года Эттырынтына была избрана народным депутатом РСФСР по Чукотскому национально-территориальному избирательному округу № 166. Входила во фракцию «Коммунисты России» и блок «Российское единство». В сентябре 1991 года была назначена членом Комиссии Совета Национальностей по социально-экономическому развитию национальных автономий и коренных малочисленных народов. Выступала за предоставление реальной автономии Чукотскому округу, введения регионального хозрасчёта, экономической и административной самостоятельности окружного Совета народных депутатов от вышестоящих органов власти.
В феврале 1992 года Эттырынтына была в числе 43 народных депутатов, подписавших обращение в Конституционный суд России с просьбой проверить законность указов президента России Бориса Ельцина, объявивших КПСС и КП РСФСР вне закона. Вскоре Эттырынтына вместе с 22 другими депутатами подписала обращение в прокуратуру с просьбой расследовать действия сотрудников охраны, которые якобы применили физическую силу, чтобы вывести народного депутата Юрия Слободкина из зала во время Конституционного совещания 5 июня 1993 года.
Во время конституционного кризиса 1993 года Майя Эттырынтына находилась в осаждённом здании Верховного Совета, где она вместе с Людмилой Бахтияровой отвечала за рационирование продовольствия. 24 сентября Эттырынтына вместе с народными депутатами Светланой Горячевой, Ниной Медведевой, Зоей Ойкиной, Зоей Корниловой и Ниной Солодяковой обратились к солдатам дивизии Дзержинского с просьбой снять блокаду, но безрезультатно. Во время последующих столкновений с отрядом милиции Эттырынтына получила травму ребра. По итогу событий 1993 года Эттырынтына вошла в «чёрный список» народных депутатов, предусматривающий лишение социальных гарантий.
После роспуска Верховного Совета России 4 октября 1993 года Эттырынтына была назначена председателем региональной комиссии «Берингов пролив».

### Совет Федерации
В декабре 1993 года Майя Эттырынтына баллотировалась в образованный Совет Федерации Федерального собрания по Чукотскому двухмандатному избирательному округу № 87, как независимый кандидат. На выборах Эттырынтына заняла первое место, набрав 27,29 % голосов, второй мандат получила начальник управления юстиции Чукотского автономного округа Людмила Котесова, набравшая 25,09 % голосов избирателей. 
В феврале 1994 года была назначена секретарём Комитета Совета Федерации по делам Содружества Независимых Государств. Также входила в состав депутатского объединения «Конструктивное сотрудничество», включавшее в себя практически всю радикальную оппозицию и значительную часть политических центристов.
После реформы Совета Федерации в декабре 1995 года, по которой губернаторы и председатели законодательных собраний субъектов Федерации входили в СФ по должности, Эттырынтына решила баллотироваться в Государственную думу и была выдвинута КПРФ по Чукотскому избирательному округу. На декабрьских выборах Эттырынтына заняла 2-е место с 22,83 % голосов, уступив действующему депутату Государственной думы от Чукотки Татьяне Нестеренко.